# أوس (اسم)
أَوْس هو اسم علم مذكر من أصل عربي، ومعناه هو الذئب، العطية والعِوَض.
أَوْسُ: العِوَضُ والعَطيَّة – كما في لسان العرب. و (الذئب) هو أحد معاني (أَوْس)؛ لذلك سَمَّى كثيرون أبناءهم بـ (أوس)، من أجل هذا المعنى. 
والأوس: قبيلة من الأزد وهم جذور العرب وهي أحد فرعي الأنصار في فجر الإسلام، وكان سيد الأوس سعد بن معاذ والذي قال عنه الرسول والذي نفسي بيده لقد استبشرت الملائكة بروح سعد، واهتز له العرش. وقال: إنَّ للقبر ضغطة، ولو كان أحد ناجيًا منها، نجا منها سعد بن معاذ. وقد أسلم معظم الأوس بإسلام سعد، وقل عددهم بعد بدر وأحد.
و(الأُوَيْس): تصغير الأَوْس. وتكثر التسمية بالأسماء التي تُشْعِر بالقوَّة: كأَسَدٍ وأُسَيْد وصَخْر وإيّاد، وأَوْس وأُوَيْس – 
والمثبت أن ستة وعشرون صحابي أسمهم أوس ومن ضمنهم أوس بن ثابت الانصاري أخو حسان بن ثابت شاعر الرسول اللهم صلى وسلم عليه. وأوس بن خولي، وأوس بن خدام الأنصاري، وأوس بن الصامت.